# Колдовство (фильм, 1996)
«Колдовство» (англ. The Craft) — американский художественный фильм в жанре мистического триллера, поставленный режиссёром Эндрю Флемингом. Премьера состоялась в Лос-Анджелесе и Нью-Йорке 3 мая 1996 года. В 2020 году вышел ремейк фильма «Колдовство: Новый ритуал».

## Сюжет
Сара Бейли, шестнадцатилетняя проблемная девушка с мрачным прошлым, вместе с отцом и мачехой переезжает в Лос-Анджелес из Сан-Франциско, чтобы начать новую жизнь. В своей новой школе, Академии Святого Бенедикта, она находит контакт с тремя непохожими подругами — Нэнси, Бонни и Рошель. Все они социальные изгои с проблемами в жизни, которые они хотят исправить: Нэнси живёт в бедном районе в трейлере вместе с матерью и оскорбляющим их отчимом, Бонни имеет низкую самооценку из-за шрамов от ожога, который охватывает её тело от неизвестной аварии, и Рошель, будучи единственной афроамериканкой в школе, является мишенью для нападок школьной красавицы с расистскими наклонностями Лоры Лиззи. Также Сарой заинтересовывается капитан футбольной школьной команды Крис Хукер, который является местным бабником. Во время французского урока Бонни первая обнаруживает способности Сары, заметив, как она держит карандаш силой мысли. Это позже объясняется, что из-за сложности с её даром Сара пыталась покончить с собой. Нэнси, Бонни и Рошель понимают, что с появлением четвёртой ведьмы будет завершен их шабаш, и они смогут использовать заклинания, на которые раньше не было сил.
После учебного дня три девушки знакомятся с Сарой, которая наблюдает за игрой Криса. Нэнси предупреждает её держаться от него подальше, намекая что она раньше с ним встречалась. Вместе они едут в местный оккультный магазин, принадлежащий Лирио, которая хорошо разбирается в магии и чувствует, что в отличие от своих друзей, Сара является естественной ведьмой, чья сила идёт изнутри. Позже, на обратной дороге, когда Сару начинает преследовать бродяга со змеей (с которым она столкнулась раньше в её новом доме), он погибает, попав под машину, и девушки считают, что они вместе пожелали, чтобы это произошло. Когда девушки пытаются объяснить Саре потенциал их совместной силы как шабаш ведьм, она пугается и идёт на свидание с Крисом.
После свидания с Крисом Сара расстраивается, узнав, что он распространил ложный слух об их совместной ночи, якобы они занимались сексом. Когда она пытается с ним поговорить, Крис всячески оскорбляет её, всем видом показывая своё пренебрежение к ней. Для того чтобы успокоить Сару, новые друзья решают развеселить её, взяв с собой в отдаленный уголок в лесу, чтобы выполнить ритуал, в котором они решают использовать заклинания. Сара бросает приворот на Криса, Рошель бросает порчу на Лору, Бонни выражает желание избавиться от шрамов, а Нэнси закрепляет заклинания «Силой Манон». Вскоре становится ясно, что заклинания прошли успешно: Крис влюбляется в Сару, шрамы на теле Бонни чудесным образом пропадают, а у главной обидчицы Рошель начинают выпадать волосы. Нэнси идёт намного дальше, вызывая у своего отчима сердечный приступ, когда он снова попытался избить её мать. Вскоре после смерти Нэнси и её мать узнают, что им достались 175 тысяч долларов от страхового полиса отчима, и они переезжают в шикарную квартиру в многоэтажном доме. Во время девичника девушки практикуют магию, и Саре удается поменять себе цвет волос.
Нэнси становится жадной от полученной силы и призывает других присоединиться к ней в обряде под названием «Вызов духа». В кульминационный момент ритуала в Нэнси ударяет молния и она получает огромную силу. Потом она начинает всячески рисковать своей жизнью и жизнями других, и дружба начинает пропадать. Вскоре заклинания, которые девочки использовали в первый раз, начали оказывать отрицательные действия: Бонни становится тщеславной и самовлюбленной; Рошель злорадствует, когда видит Лору в душе полностью облысевшей; а Крис становится одержим Сарой, не прекращает о ней думать и во время их свидания пытается её изнасиловать ночью в машине. Нэнси, разозлившись на то, что Крис пытался сделать с её подругой, хочет мести и использует силу, чтобы убить Криса, выкинув его из окна во время вечеринки. В ужасе от произошедшего Сара пытается использовать связывающее заклинание, чтобы нейтрализовать Нэнси от её дальнейших выходок, но из-за новообретенной силы духа Нэнси чувствует её, и шабаш изгоняет Сару из компании.
Испуганная и одинокая, Сара идёт к Лирио, которая предлагает ей свою поддержку с помощью Духа. Сара, опасаясь участи Нэнси, высказывает это, но Лирио говорит ей, что она достаточно сильна, чтобы избежать побочных эффектов, потому что Сара унаследовала силу от своей покойной матери, которая тоже была естественной ведьмой. Напуганная иллюзией огня, горящая внутри магазина (благодаря Нэнси, Бонни и Рошель), она бежит домой, где девушки использовали свою силу, где Сара ошибочно подумала, что её отец и мачеха погибли в авиакатастрофе. Они дразнят её видениями стаи крыс, насекомых и змей по всему дому. Они пытаются склонить её к самоубийству, но Нэнси режет вены Сары сама. Сара, воодушевившаяся духом покойной матери, успешно «вызывает духа», исцеляет себя и дает отпор. Сара отпугивает Бонни и Рошель, показывая их отражения в зеркале — Рошель потеряла волосы, и Бонни с первоначальными шрамами. Сара сражается с Нэнси, связывая её силу, чтобы помешать ей причинить вред кому либо ещё.
В конце Бонни и Рошель появляются в доме Сары и интересуются, хочет ли она снова к ним присоединиться, так как они потеряли свои силы. Понимая, что Сара больше не хочет иметь ничего общего с ними, они уходят с издевками. Сара вызывает бурю, и молния попадает в дерево, где ветвь чуть не убивает двух девушек. Сара говорит: «Будьте осторожны. Вы же не хотите закончить, как Нэнси». Тем временем Нэнси поместили в психиатрическую больницу, и когда медсестра вкалывает ей успокоительное, она кричит и бьется в конвульсиях, всё ещё веря, что она обладает силой. Её последние слова перед сном: «Я лечу».

## В ролях
| Актёр             | Роль        |
| ----------------- | ----------- |
| Робин Танни       | Сара Бейли  |
| Файруза Балк      | Нэнси Даунс |
| Нив Кэмпбелл      | Бонни       |
| Рэйчел Тру        | Рошель      |
| Кристин Тейлор    | Лора Лиззи  |
| Скит Ульрих       | Крис Хукер  |
| Брекин Мейер      | Митт        |
| Натаниэль Марстон | Трей        |
| Клифф Де Янг      | отец Сары   |
| Ассумпта Серна    | Лирио       |
| Хелен Шейвер      | Грэйс Даунс |

## Саундтрек

### Музыка из кинофильма
| №   | Название                   | Performer(s)     | Длительность |
| --- | -------------------------- | ---------------- | ------------ |
| 1.  | «Tomorrow Never Knows»     | Our Lady Peace   | 4:14         |
| 2.  | «I Have the Touch»         | Heather Nova     | 4:17         |
| 3.  | «All This and Nothing»     | Sponge           | 4:19         |
| 4.  | «Dangerous Type»           | Letters to Cleo  | 3:39         |
| 5.  | «How Soon Is Now?»         | Love Spit Love   | 4:25         |
| 6.  | «Dark Secret»              | Matthew Sweet    | 4:04         |
| 7.  | «Witches Song»             | Juliana Hatfield | 4:35         |
| 8.  | «Jump Into the Fire»       | Tripping Daisy   | 5:45         |
| 9.  | «Under the Water»          | Jewel            | 4:58         |
| 10. | «Warning»                  | All Too Much     | 4:44         |
| 11. | «Spastica»                 | Elastica         | 2:31         |
| 12. | «The Horror»               | Spacehog         | 4:49         |
| 13. | «Bells, Books and Candles» | Graeme Revell    | 4:47         |

### Original Motion Picture Score
| №   | Название                          | Composer(s)   | Длительность |
| --- | --------------------------------- | ------------- | ------------ |
| 1.  | «Ours Is the Power»               | Graeme Revell | 1:07         |
| 2.  | «Bitches of Eastwick»             | Graeme Revell | 3:17         |
| 3.  | «Natural Witch»                   | Graeme Revell | 1:28         |
| 4.  | «Calling the Corners»             | Graeme Revell | 1:31         |
| 5.  | «Magic Store»                     | Graeme Revell | 2:18         |
| 6.  | «Bonnie»                          | Graeme Revell | 2:22         |
| 7.  | «Invocation»                      | Graeme Revell | 4:24         |
| 8.  | «Glamour»                         | Graeme Revell | 2:00         |
| 9.  | «Nightmare»                       | Graeme Revell | 1:49         |
| 10. | «Behind the Curtain»              | Graeme Revell | 2:15         |
| 11. | «By the Power of 3 X 3»           | Graeme Revell | 4:27         |
| 12. | «Sarah's Revenge»                 | Graeme Revell | 1:37         |
| 13. | «Trouble With Snakes and Insects» | Graeme Revell | 1:52         |
| 14. | «I Bind You, Nancy»               | Graeme Revell | 2:30         |
| 15. | «Lightning Strikes»               | Graeme Revell | 2:04         |

## Производство
Съёмки проходили в штате Калифорния — в городах Калвер-Сити, Лос-Анджелес и его пригородах Лонг-Бич и Малибу.
Для съёмок было импортировано более 3000 змей самых разных видов: удавы, боа, водяные змеи, 3-метровый амазонский констриктор и даже очень редкие змеи-альбиносы. К тому же в картине использовались попугаи, ящерицы, 50 больших крыс, множество тарантулов, 50 бабочек-монархов, 2000 птичьих самок, 3000 личинок, 10000 немецких и больших тараканов с Мадагаскара, 15000 мучных червей и 20000 стерилизованных мух.
Актриса Робин Танни при съёмках фильма носила парик, так как параллельно снималась в другой картине «Эмпайр Рекордз» и была вынуждена постоянно брить голову.
Нив Кэмпбелл (Бонни) и Скит Ульрих (Крис) также одновременно с «Колдовством» снимались в фильме «Крик».